# Adenohypofyse
De adenohypofyse  of hypofysevoorkwab is het voorste deel van de hypofyse, dat tevens het grootste deel van de hypofyse vormt. De adenohypofyse speelt een sturende rol bij allerlei lichamelijke processen zoals stress, groei en voortplanting.
De adenohypofyse ontstaat uit de adenohypofysaire placode. De neurohypofyse ontstaat daarentegen uit het neuro-ectoderm.
De adenohypofyse scheidt peptidehormonen af, waardoor onder meer het functioneren van de bijnier, lever, botten, schildklier en gonaden wordt geregeld. De adenohypofyse wordt zelf aangestuurd vanuit de hypothalamus en door middel van tegenkoppeling vanuit de doelorganen.
Disfunctie van de adenohypofyse manifesteert zich in de vorm van over- of onderproductie van peptidehormonen. Prolactinoom is een hypofysetumor waardoor te veel prolactine wordt geproduceerd. Het syndroom van Sheehan is een voorbeeld van een aandoening waarbij de adenohypofyse te weinig peptidehormonen aanmaakt.

## Beschrijving
De adenohypofyse bestaat uit drie afzonderlijke delen:
- De pars distalis, het grootste deel waar de meeste hormonen worden afgescheiden.
- De pars tuberalis, een buisachtige schede die zich vanuit het verlengde van de pars tuberalis om het infundibulum heen wikkelt. Over de functie hiervan is weinig bekend.
- De pars intermedia, het gedeelte dat de overgang vormt van de adenohypofyse naar de neurohypofyse. Bij mensen is dit onderdeel zeer klein of zelfs volledig afwezig.

## Belangrijkste afgescheiden hormonen
| hormoon                       | andere namen                                       | symbool/symbolen | structuur     | afscheidende cellen        | doel                     | effect                                                          |
| ----------------------------- | -------------------------------------------------- | ---------------- | ------------- | -------------------------- | ------------------------ | --------------------------------------------------------------- |
| adrenocorticotropisch hormoon | corticotropine                                     | ACTH             | polypeptide   | corticotrofen              | bijnier                  | afscheiding van glucocorticoïden                                |
| bèta-endorfine                |                                                    |                  | polypeptide   | corticotrofen              | opiaatreceptoren         | verminderen van pijn                                            |
| thyreoïdstimulerend hormoon   | thyreotropine, thyreotroof hormoon                 | TSH              | glycoproteïne | thyreotrofen               | schildklier              | afscheiding van schildklierhormonen                             |
| follikelstimulerend hormoon   | -                                                  | FSH              | glycoproteïne | gonadotrofen               | gonaden                  | groei van het voortplantingssysteem                             |
| luteïniserend hormoon         | lutropine, interstitiële-cellenstimulerend hormoon | LH, ICSH         | glycoproteïne | gonadotrofen               | gonaden                  | productie van geslachtshormonen                                 |
| groeihormoon                  | somatotropine, somatotroop hormoon                 | GH, STH          | polypeptide   | somatotrofen               | lever, vetweefsel        | stimuleert de groei en stofwisseling van lipide en koolhydraten |
| prolactine                    | lactogeen hormoon                                  | PRL              | polypeptide   | lactotrofen en mammotrofen | eierstokken, melkklieren | afscheiding van oestrogeen en progesteron productie van melk    |